# Sotheby's

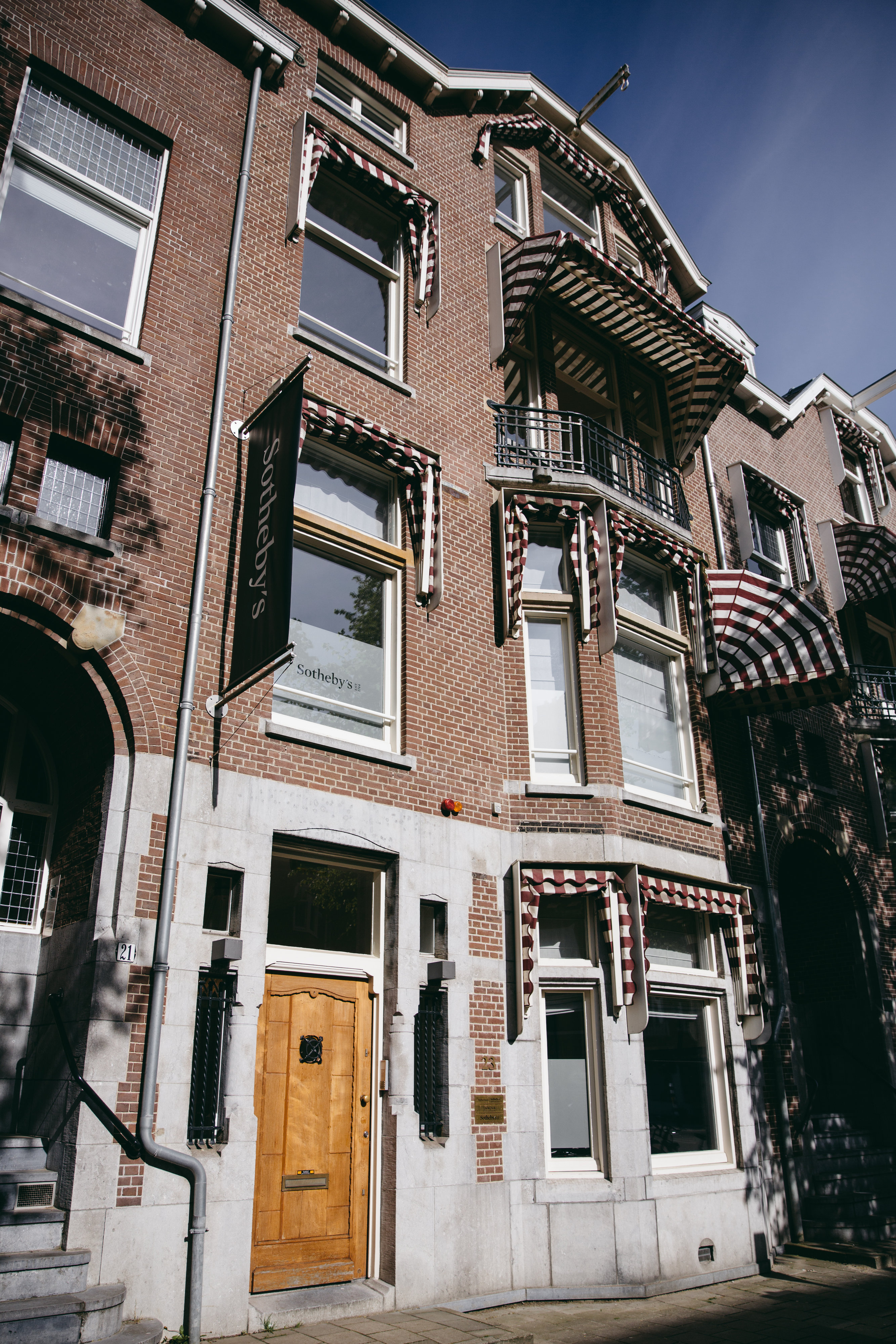
Het kantoor van Sotheby's in Nederland. Locatie: Emmalaan 23 in Amsterdam Oud-Zuid.

Sotheby's is een internationaal veilinghuis, opgericht in 1744. In Nederland is het veilinghuis actief sinds 1974. 
Het kantoor in Amsterdam bevindt zich op de Emmalaan 23 in Oud-Zuid. Het team van Amsterdam is gespecialiseerd in het taxeren en verkopen van kunst van oude meesters, 19e-eeuwse schilderijen, impressionisten, moderne en hedendaagse kunst en decoratieve kunst. Ook horloges en juwelen kunnen getaxeerd worden. 

## Geschiedenis
Sotheby's is een oud internationaal veilinghuis. De eerste veiling die Sotheby's organiseerde was in 1744 en het bedrijf was zeer lange tijd in private handen. In 1988 maakte het bedrijf zijn beursgang en kreeg een notering aan de New York Stock Exchange. In juni 2019 werd Sotheby’s overgenomen door BidFair USA, een bedrijf van media- en telecomondernemer Patrick Drahi. De overnamesom is US$ 3,7 miljard. Sotheby’s verdwijnt hiermee van de beurs en wordt weer privébezit. Drahi is onder andere oprichter van telecombedrijf Altice. 
In 2018 veilde Sotheby's kunstobjecten ter waarde van ruim US$ 6 miljard. De belangrijkste inkomsten voor Sotheby's is een vergoeding voor het veilproces. In 2018 waren de bedrijfsinkomsten zo'n US$ 1 miljard en de nettowinst bedroeg iets meer dan US$ 100 miljoen. Per jaareinde 2018 telde het 1713 medewerkers, van wie 536 in het Verenigd Koninkrijk en 238 in de rest van Europa.

## Vestigingen
De eerste veiling (van boeken) was in Londen in 1744, waardoor Sotheby's het oudste internationale veilinghuis is dat nog steeds in bedrijf is. Het werd opgericht door Samuel Baker. De naam van het veilinghuis is ontleend aan diens neef John Sotheby, die een deel van het veilinghuis erfde.
Sotheby's beschikt over bijna 100 kantoren in 40 landen. De voornaamste zijn:
- in Londen (New Bond Street),
- in New York (Manhattan).

Belangrijke veilingen worden uitgevoerd door andere vestigingen, zoals die van:
- Amsterdam (Emmalaan). Deze vestiging was tot 1998 gevestigd aan het Rokin in Amsterdam, maar verhuisde in dat jaar naar De Boelelaan 30.[3] In 2012 verhuisde het bedrijf naar de Emmalaan in Amsterdam Oud-Zuid.[4]
- Brussel (Jacob Jordaensstraat)
- Parijs (rue du faubourg Saint-Honoré)
- Genève (quai du Mont-Blanc)
- Milaan (Palazzo Broggi)
- Zürich (Talstrasse)

Het aantal vestigingen buiten Europa en de Verenigde Staten is aangegroeid, met onder meer vestigingen in Beijing, Hongkong en Doha.

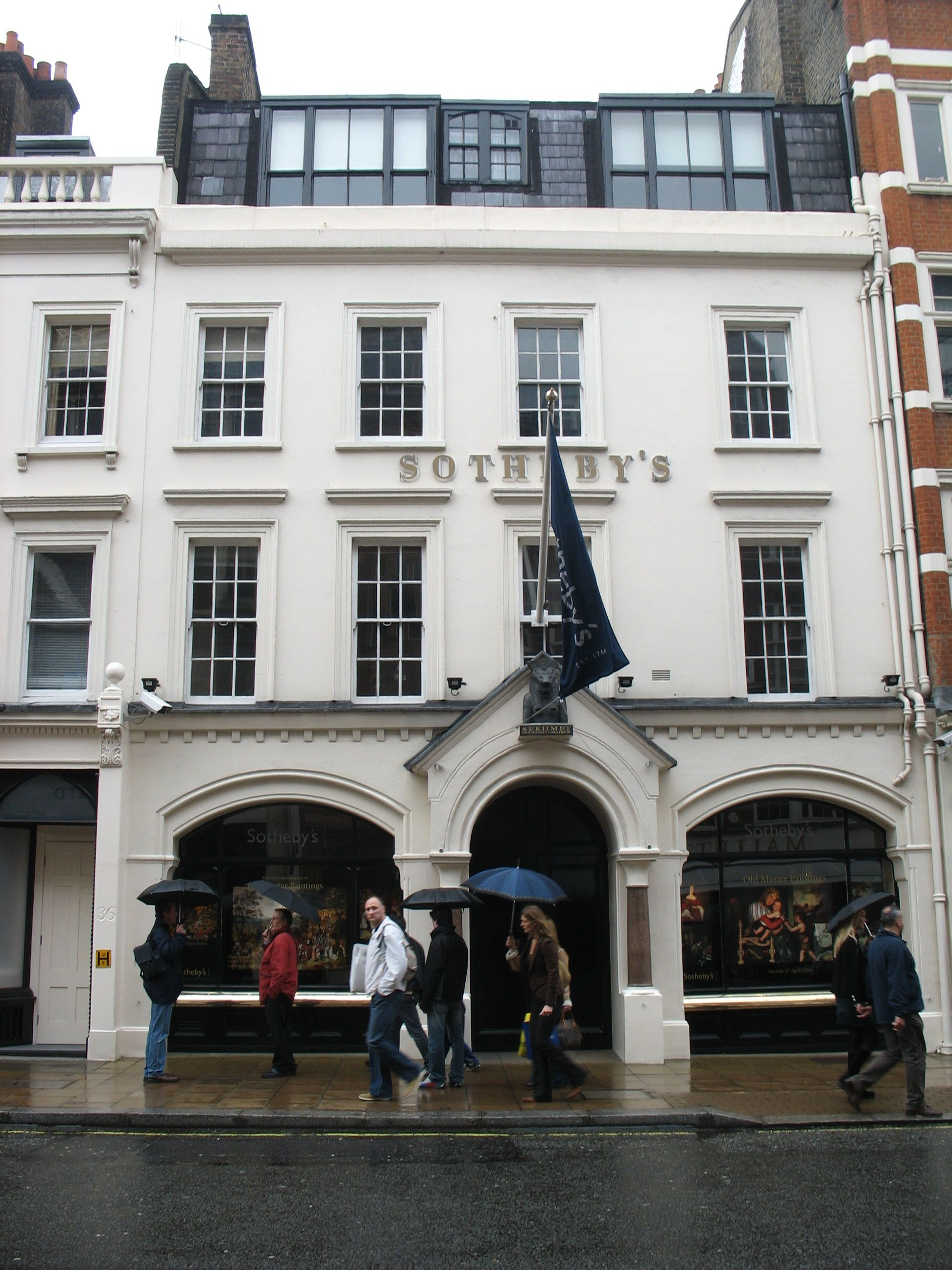
Sotheby's in New Bond Street.

## Tweede positie
Sotheby's is, na Christie's, het tweede veilinghuis ter wereld, gemeten naar omzet en winst.
Sotheby's heeft haar vooraanstaande positie bereikt
- door autonome groei,
- door overname in 1964 van Parke-Bernet, het grootste "fine-art" veilinghuis in de Verenigde Staten,
- door een verstandig beleid tijdens de cyclische recessie-jaren in de kunsthandel in de loop van de 20e eeuw.

## Topprijzen voor schilderijen
Begin 2010 werd bij Sotheby's in Londen L'homme qui marche I, een sculptuur van Alberto Giacometti geveild voor 74 miljoen euro. Een schilderij van Gustav Klimt werd in 2006 voor US$ 135 miljoen verkocht, maar dit was een onderhandse transactie, dus niet op een veiling. In 2004 werd bij Sotheby's een Picasso geveild voor US$ 104 miljoen. Op 3 mei 2006 werd Picasso's portret van Dora Maar met kat bij Sotheby's geveild voor US$ 95 miljoen. Deze twee Picasso's zijn de duurste schilderijen ooit op een veiling verkocht. Na correctie voor inflatie worden positie 2 en 3 ingenomen door een Renoir en een Van Gogh respectievelijk geveild bij Christie's en bij Sotheby's. Sotheby's is dus goed vertegenwoordigd in de lijst van duurste schilderijen ooit verkocht.

## Kartelschandaal
De onderneming werd in 1983 overgenomen door A. Alfred Taubman (1924- 2015), die zijn geld had verdiend in onroerend goed. In februari 2000 stond Sotheby's in het middelpunt van een schandaal na een FBI-onderzoek. Taubman werd veroordeeld tot 1 jaar + 1 dag gevangenisstraf; Diana Brooks, die CEO was kreeg 3 maanden huisarrest.